# تايلور كينغ
تايلور كينغ (بالإنجليزية: Taylor King)‏ مواليد 30 مايو 1988 في هونتينغتون بيتش، هو لاعب كرة سلة أمريكي. بدأ مسيرته الاحترافية في سنة 2011. يحمل الرقم 31. يبلغ طوله 6 قدم 8 بوصة (2.0 م).

## المسيرة الاحترافية
لعب مع لندن لايتنينج في موسم 2011–2012، ثم لعب مع تشيشير فونيكس في موسم 2014–2015، ثم لعب مع نادي نفيجيس لكرة السلة في موسم 2015–2016، ثم لعب مع لستر رايدرز في سنة 2016.

## روابط خارجية
- تايلور كينغ على موقع الاتحاد الدولي لكرة السلة (الإنجليزية)
- تايلور كينغ على موقع كرة السلة الأوروبية.كوم (الإنجليزية)
- تايلور كينغ على موقع كلية كرة السلة في سبورتس رفرنس.كوم (الإنجليزية)
- تايلور كينغ على موقع ريلجم (الإنجليزية)
- تايلور كينغ على موقع بروبوليرز (الإنجليزية)
- تايلور كينغ على موقع سبورتس رفرنس (الإنجليزية)